# ワンス・アポン・ア・タイム・イン・チャイナ/天地雷鳴
『ワンス・アポン・ア・タイム・イン・チャイナ/天地雷鳴』（原題:蘇乞兒、英題:Heroes Among Heroes 別題 Fist of the Red Dragon）は1993年に公開された香港のカンフー映画。
なお同じドニー・イェン出演で『ワンス・アポン・ア・タイム・イン・チャイナ 天地大乱』『ワンス・アポン・ア・タイム・イン・チャイナ外伝/アイアンモンキー』、『ワンス・アポン・ア・タイム・イン・チャイナ外伝/アイアンモンキーグレート』という作品もあるが、今作とは関係なく、続編やシリーズではない。

## 解説
原題のタイトルにもなっている蘇乞兒（日本語当て字：蘇化子（そかし）、別名：蘇燦）とは酔拳の高手であり、黄飛鴻（ウォン・フェイホン）の父黄麒英（ウォン・ケイイン）とならび広東十虎の一人と数えられているが、黄麒英のように実在の人物とは言い難く、民間伝承の伝説の人物の域は出ないとされている。過去に何度も映画やドラマに登場しており、たとえば『少林寺VS忍者』でラウ・カーリョン、『ドランクモンキー 酔拳』でのユエン・シャオティエン、『キング・オブ・カンフー』のチャウ・シンチーをはじめ、TVBのドラマ『カンフーレジェンド 蘇乞児外伝』ではチョウ・ユンファもこの役を演じ、また2010年には今作の監督であるユエン・ウーピンが新たに『酔拳 レジェンド・オブ・カンフー』を撮っている
。
同じ十虎とされる以上蘇乞兒が黄麒英の息子の黄飛鴻と同じ年代であるとは考えにくいが、この映画では黄飛鴻の方が年上の存在として描かれている。

## あらすじ
清朝末期、中国はイギリスからのアヘンの密輸に苦しめられていた。アヘン禁輸の欽差大臣に任命された林則徐は、有名な武術家であり人民軍の教練として人望の篤いウォン・フェイホン（ワン・ゴク）に根絶の手助けを依頼する。一方、富豪として名高いソウ家では妻を亡くした婿養子（ン・マンタ）の父親と、妻の妹（シーラ・チャン）、そして一人息子のチャン（ドニー・イェン）が暮らしていた。孫を案じた先代の取り決めによって、チャンは貧民窟の物乞い王（クァン・ホイサン）のもとで功夫修業を続ける身。が、坊ちゃん育ちの彼は正義感は強いが思慮に欠けるところがあり、ある日、人々を惑わす邪教、火蓮教をめぐる諍いで怪我人を多く出してしまう。その場に居合わせ怪我人への謝罪を求めるウォン・フェイホンの言葉に耳を貸さないどころか、チャンは人々に慕われる彼に対しライバル心を持つようになる。
そんな息子の嫁にと父親が捜して来たのが、女性たちに英語を教え新聞を発行する洋行帰りのイー（ファニー・ユン）。彼女は親王である叔父（ホン・ヤンヤン）をもつ貴族でもある。アヘン根絶の必要性を説いた記事を書き続ける彼女だったが、あることから自分の叔父がイギリスや火蓮教と手を組むアヘン密輸の黒幕である事を知ってしまった。密売に邪魔な存在である林則徐とフェイホンを排斥する道具にしようと親王はチャンのライバル心を利用して彼を罠にはめアヘン漬けにしてしまう。廃人と化した彼を懸命に救おうとする家族やフェイホン、イーと師匠である物乞い王。しかし親王と火蓮教の手によって師匠の命を奪われ、一度は負け犬同然の姿になったチャンは、いつしか彼を愛するようになった婚約者イーの助けを借り次第に体力を回復してゆく。いよいよ親王とイギリス商人のアヘン密売の現場にフェイホンはじめ役人が乗りこみ激しい戦闘が開始、そこには物乞いの扮装をしたチャンの姿もあった。

## キャスト
- チャン（蘇乞兒）－ ドニー・イェン（甄子丹）
- ウォン・フェイホン（黄飛鴻）－ ワン・ゴク（王珏）
- イー － ファニー・ユン（袁潔瑩）
- 親王 － ホン・ヤンヤン（熊欣欣）
- チャンの父 － ン・マンタ（呉孟達）
- チャンの叔母 － シーラ・チャン（陳淑蘭）
- 物乞いの王 － クァン・ホイサン（關海山）
- 黄飛鴻の弟子フン － ディクソン・リー（李家聲）
- 林則徐 － バオ・ファン（鮑方）
- 火蓮教・教祖 － 王秀萍